# Hipòlit Negre Olaria
Hipòlit Negre Olària (Llucena, 8 de maig de 1873 - València, 2 de desembre de 1945) fou un actor, escriptor, cineasta i músic valencià.
Fill de llauradors, el 1889 es va traslladar a Castelló de la Plana, on va treballar com a dependent en un comerç d’ultramarins. El 1898 es va traslladar a Faura (Camp de Morvedre), on es va integrar en la vida cultural municipal (tocava la trompa a la banda municipal) i es va associar amb Catalina Gaspar Domènech en diversos negocis, entre ells el primer cinema del poble i un bar on es donaven classes d’esperanto i sessions d’espiritisme i ocultisme. El 1919 es va introduir en la teosofia i fins i tot va impartir conferències a Madrid i va escriure el llibre Una nueva vida (1934).
Va escriure algunes peces de teatre i el 1925 va dirigir, escriure i finançar el llargmetratge Castigo de Dios, un drama rural rodat a Llucena i a València de manera artesanal i semiprofessional amb la col·laboració dels veïns del poble. Es va projectar a Castelló i València fins al 1932 va estar en cartell en alguns pobles.
Durant la guerra civil espanyola va exercir de jutge de pau a Faura i en acabar es va establir a València, on va obrir un comerç tèxtil. Les autoritats franquistes el van empresonar durant un temps. Va morir a València però fou enterrat a Faura.

## Obres de teatre
- El gat de Jasinto (1927),
- La mort del músic (1923//1928),
- Els que sempre perdonen (1931)
- Bunyols i falles (1931)
- Cómo se vive después de muerto (1934).